# Vitamíny rozpustné v tucích
Vitaminy rozpustné v tucích jsou vitaminy, jejichž molekuly jsou podobné tukům absorbovaným v potravě a jejich absorpce probíhá současně s nimi. Úspěšnost jejich vstřebávání tvoří asi 50–90 %, toto je závislé na kvalitě tuku obsaženého v potravě. Po vstřebání však vitaminy beze zbytku postupují přímo k cílovým buňkám v těle.

## Vitaminy
Jedná se o vitamíny A, D, E, K.
| Vitamin | Název      | Výskyt v lidské potravě                              | Doporučená denní dávka | Prospěšný na        |
| ------- | ---------- | ---------------------------------------------------- | ---------------------- | ------------------- |
| A       | Retinol    | mrkev, játra, oleje                                  | 5000 IU                | Oči                 |
| D       | Kalciferol | ryby, produkován kůží po vystavení slunečnímu záření | 5 mg                   | Kosti               |
| E       | Tokoferol  | mandle, avokádo, kukuřice                            | 15 mg/22 IU            | Antioxidant         |
| K       | Fylochinon | játra, špenát                                        | 80 mg                  | Proces srážení krve |